# Санта-Мария-дей-Мираколи (Ночера-Инферьоре)
Са́нта-Мари́я-дей-Мира́коли (итал. Santuario di Santa Maria dei Miracoli Nocera Inferiore) — санктуарий Святой Марии в городе Ночера-Инферьоре в Италии, в регионе Кампания, провинция Салерно.

## История

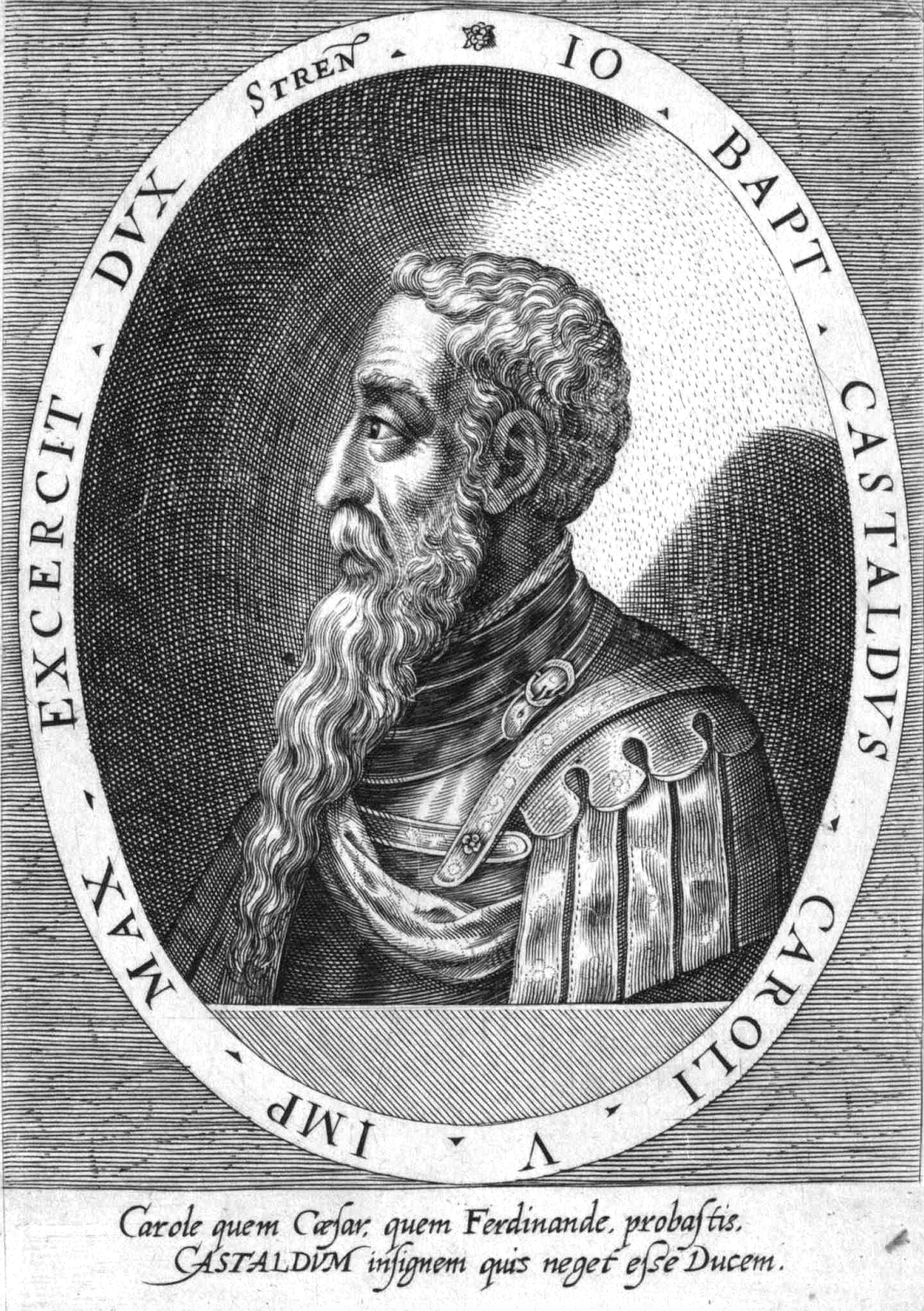
Дж. Б. Кастальдо, основатель монастыря

Санктуарий Санта-Мария-дей-Мираколи — это религиозный комплекс, посвящённый Деве Марии, расположенный в Ночера-Инфериоре, на высоте 300 метров над уровнем моря, на полпути к вершине Монте-Альбино (Monte Albino). Первоначально на этом месте располагалась небольшая капелла «Трёх пиний» (dei tre Pigni), в которой находился образ Мадонны, считавшийся чудотворным, отсюда названия иконы и святилища, посвящённого Мадонне-дей-Пиньи (Madonna dei Pigni — «Мадонне сосен»).
В 1530 году Джамбаттиста Кастальдо основал монастырь ордена оливетанцев. 2 декабря 1745 года монастырь был серьёзно повреждён оползнем, после чего монахи основали вниз по течению реки новую церковь и монастырь Сан-Бартоломео.
Санктуарий был восстановлен в 1819 году. В 1973 году епископ Джоландо Нуцци преобразовал его в «Марианское епархиальное святилище» (Santuario Diocesano Mariano). Оно стало местом паломничества. В 1726 году здание было передано в аренду Паоло Сессе, а в 1775 году — Фабрицио Скафати. В 1839 году передано приходу Санта-Мария-дель-Презепе (Santa Maria del Presepe; итал. presepio — ясли, изображение Рождества, вертеп), а в 1850 году подарено каноникам Кафедрального собора.

## Произведения искусства

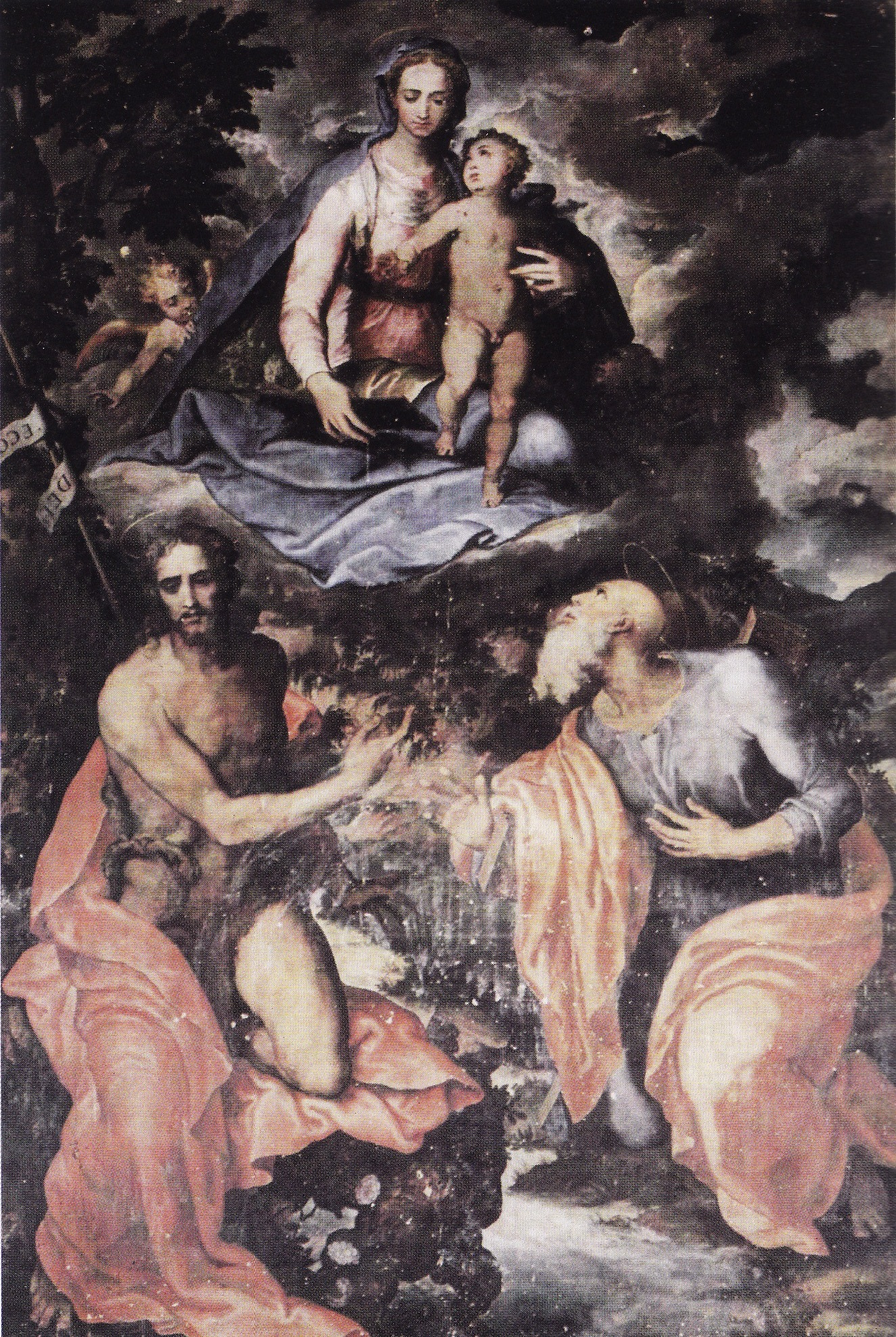
Пино М. Мадонна с Младенцем и святыми

С самого начала в сантуарии размещалась одна из немногих оригинальных картин Рафаэля «Мадонна Альба», позднее, с 1836 года, находившаяся в собрании в Эрмитажа в Санкт-Петербурге, а ныне — в коллекции Национальной галереи искусства в Вашингтоне. Святилище хранило три картины работы Марко Пино: «Мадонна с Младенцем и святыми» (теперь находится в церкви Сан-Бартоломео-ин-Ночера-Инферьоре), «Воскрешение Лазаря» (ныне в Неаполе), «Обращение святого Павла» (в музее Палермо).
Ранее также в монастыре находились надгробные монументы членов семьи Кастальдо, среди которых выделялся мраморный бюст Джован Баттиста Кастальдо работы Леоне Леони. Наконец, был памятный портрет его брата, оливетанца Джована Маттео Кастальдо, епископа Поццуоли. Эти последние работы теперь находятся в церкви Сан-Бартоломео-ин-Ночера-Инферьоре.